# Maple Leaf Sports & Entertainment
Maple Leaf Sports & Entertainment Ltd., ou MLSE, est un conglomérat canadien qui possède et gère plusieurs équipes et chaînes de télévision sportives canadiennes. La société est propriétaire de la franchise de hockey des Maple Leafs de Toronto, de l'équipe de basket-ball de la NBA des Raptors de Toronto, du club de football canadien des Argonauts de Toronto, du club de soccer (football) du Toronto FC et de la franchise de hockey sur glace des Marlies de Toronto. Elle possède également plusieurs chaînes de télévision sportives, dont Leafs TV, la chaîne des Maple Leafs de Toronto, NBA TV Canada, la chaîne canadienne diffusant les matchs de la NBA et notamment ceux des Raptors de Toronto, et GolTV, une chaîne spécialisée dans la diffusion des matchs de soccer (football).
Le groupe est détenu à hauteur 37,5% chacun par Bell et Rogers et à 25% par Kilmer Sports Inc., la holding de l'homme d'affaires canadien Larry Tanenbaum.